# Aigle Noir Makamba FC
El Aigle Noir Makamba FC es un equipo de fútbol de Burundi que juega en la Primera División de Burundi, la primera categoría de fútbol en el país.

## Historia
Fue fundado en el año 2009 en el distrito de Gitega en Makamba y en la temporada 2018/19 se convirtió en campeón nacional por primera vez con cuatro jornadas de antelación al vencer al Olympic Star 3-2 con un equipo compuesto principalmente por jugadores menores de 23 años, así como también el título de copa y supercopa.
Participó por primera vez en un torneo internacional en la Liga de Campeones de la CAF 2019-20 donde fue eliminado en la ronda preliminar por el Gor Mahia FC de Kenia.

## Palmarés
- Primera División de Burundi: 2

2018/19, 2024/25
- Copa de Burundi: 1

2018/19
- Supercopa de Burundi: 1

2018/19

## Participación en competiciones de la CAF
| Temporada | Torneo                       | Ronda      | Club           | Casa  | Visita | Global  |
| --------- | ---------------------------- | ---------- | -------------- | ----- | ------ | ------- |
| 2019/20   | Liga de Campeones de la CAF  | Preliminar | Gor Mahia FC   | 0-0   | 1-5    | 1-5     |
| 2023/24   | Copa Confederación de la CAF | 1          | Hay Al-Arab SC | w.o.1 | w.o.1  | w.o.1   |
| 2023/24   | Copa Confederación de la CAF | 2          | Stade Malien   | 3-1   | 0-2    | 3-3 (a) |

1- Hay Al-Arab SC abandonó el torneo a causa de la tercera guerra civil sudanesa.

## Jugadores

### Jugadores destacados
- Mustapha Suleyman
- Youssouf Ndayishimiye
- Bienvenue Kanakimana